# Hathumoda
Hathumoda (840 - noviembre de 874) fue una noble sajona que se convirtió en la primera abadesa de Gandersheim. Su familia, los Liudolfings, fundó la Abadía de Gandersheim y ella estuvo en claustro desde la infancia. Después de morir en una epidemia, hubo un intento fallido de promoverla como santa.

## Origen e infancia
Hathumoda nació en 840. Sus padres fueron el conde Liudolfo de Sajonia y la noble franca Oda. La familia de Hathumoda, los Liudolfings, eran ricos y poderosos. Sus antepasados se habían convertido recientemente al cristianismo, lo que puede explicar el nombre de Hathumoda (escrito de diversas formas como Hathamod, Hathemod, Hadamot o Hadamout en fuentes germánicas), que significa «coraje de batalla», algo inusual para una mujer cristiana. La madre de Oda, Aeda, puede haber sido la abadesa de la Abadía de Herford, el monasterio de mujeres más antiguo de Sajonia. La abadía de Herford seguía la regla benedictina, y Hathumoda fue enviada a educarse allí cuando era niña.
Liudolf y Oda decidieron fundar una nueva comunidad religiosa para mujeres en sus tierras alodiales en Gandersheim, con Hathumoda como su abadesa, y viajaron a Roma para obtener el permiso del papa Sergio II. Sergio consintió y envió a la pareja de regreso a Sajonia con las reliquia s de los papas Anastasio I e Inocencio I.

## Abadía
Hathumoda fue instalada como primera abadesa de Gandersheim en 852 cuando alcanzó la edad canónica de 12 años. La construcción de la actual Abadía de Gandersheim comenzó en 856, pero no se completó durante la vida de Hathumoda. En lugar de ello, Hathumoda y su comunidad vivieron cerca de la sede de su familia en Brunshausen, en un recinto temporal junto a un monasterio benedictino. Hathumoda nunca abandonó su convento y con el tiempo se le unieron hasta cinco de sus hermanas.
El monje e historiador Rodolfo de Fulda contactó con Hathumoda algún tiempo después de 852, enviándole una copia dedicada de su biografía de Santa Lioba. Es posible que Rodolfo haya esperado establecer una relación especial entre la Abadía de Fulda y la comunidad de Hathumoda, pero no se conoce ninguna otra comunicación entre ambos, y Hathumoda parece haber preferido fomentar las relaciones con las abadías de Herford y Corvey.
En el año 874 una epidemia azotó el noroeste de Europa y se cobró la vida de casi un tercio de la población de la Galia y de Alemania, según Rodolfo de Fulda. La comunidad de Hathumoda no se salvó. Ella contrajo la enfermedad mientras cuidaba a los enfermos. Agius afirma que Hathumoda mostró profecía y experimentó visiones del cielo durante su prolongada lucha con la enfermedad. Murió a finales de noviembre y fue enterrada en la iglesia de Brunshausen junto a su padre.

## Legado
Hathumoda fue sucedida como abadesa por su hermana, Gerberga, quien hizo que los restos de Hathumoda y su padre fueran trasladados a la iglesia de la abadía de Gandersheim en 881. Después de su muerte en 896, Gerberga fue sucedida por otra hermana, Cristina.
Casi toda la información sobre Hathumoda proviene de una biografía escrita por Agius, un monje de Corvey, titulada Vita Hathumodae y llamada por la historiadora Julia M. H. Smith «el punto culminante de la hagiografía carolingia sobre las mujeres». Agius produjo esta biografía poco después de la muerte de Hathumoda. Los investigadores no se ponen de acuerdo sobre la naturaleza de la relación de Hathumoda con Agius; se le ha interpretado de diversas formas: como el hermano de Hathumoda, el hermano de su padre, un amigo o simplemente un compañero monástico. Según Agius, Hathumoda era piadosa, erudita y una abadesa ejemplar. Afirma que Hathumoda dirigió a las monjas de Gandersheim según la regla benedictina. Esperaba que la comunidad de Hathumoda abrazara la regla benedictina, pero siguió siendo una casa de canonesas seculares.
A pesar de la representación hagiográfica de Agius, Hathumoda nunca fue venerada, ni siquiera por su familia. Como escribió para un público que conoció a Hathumoda en vida, Agius no podía darse el lujo de pasar por alto los defectos que hicieron de Hathumoda una candidata poco probable para la santidad: su caracterización de la abadesa revela ansiedad e incluso petulancia ocasional. A Hathumoda no se le atribuyeron milagros (la Hathumodae de Agius simplemente la describe como un modelo a seguir a imitar) y no atrajo ningún culto. La poeta Hrotsvit, canonesa de Gandersheim, restó importancia a Hathumoda en su trabajo sobre la abadía y, en cambio, se centró en la madre y la abuela de Hathumoda.
La familia de Hathumoda estableció una dinastía real en el siglo X cuando su sobrino Enrique el Pajarero se convirtió en rey de Alemania. La esposa de Enrique, Matilde de Ringelheim, parece haber intentado suprimir el recuerdo de Hathumoda, Oda, Gerberga y Christina. En el siglo XI, Hathumoda había sido prácticamente olvidado.